# Горла-Маджоре
Го́рла-Маджо́ре (итал. Gorla Maggiore) — коммуна в Италии, расположена в провинции Варезе области Ломбардия.
По данным Национального института статистики, население коммуны, на 01.01.2023 года, составляло 4848 человек, плотность населения ─ 939,90 чел./км². Коммуна занимает площадь 5,16 км². Почтовый индекс — 21050. Телефонный код — 0331.
В коммуне 15 августа особо празднуется Успение Пресвятой Богородицы.

## Климат
Согласно климатической классификации итальянских муниципалитетов, Горла-Маджоре входит в зону Е, количество градусо-дней составляет 2905.